# سناء أتبرور
سناء أتبرور (ولدت في 28 فبراير 1989، خريبكة، المغرب) لاعبة تايكوندو مغربية، تَخَصّصت في وزن أقل من 49 كغم. حصلت على ميدالية برونزية خلال مشاركاتها في بطولات العالم للتايكوندو. في أغسطس 2012 كان تصنيفها في المرتبة الرابعة دوليا.

## إنجازاتها

### بطولة العالم للتايكوندو
- 2011 جيونجو  كوريا الجنوبية:  ميدالية برونزية في وزن أقل من 49 كغم.

### الألعاب الأولمبية
- 2012 لندن  المملكة المتحدة: مشاركة في وزن تحت 49 كغم.

## وصلات خارجية
- سناء أتبرور على موقع TaekwondoData.com (الإنجليزية)
- سناء أتبرور على موقع اللجنة الأولمبية الدولية (الإنجليزية)
- سناء أتبرور على موقع أوليمبيديا (الإنجليزية)

- (بالإنجليزية) صفحة سناء أتبرور في موقع www.taekwondodata.de
- (بالإنجليزية) صفحة سناء أتبرور في موقع الألعاب الأولمبية لندن 2012